# Fu Yiting
Fu Yiting (27 gennaio 1996) è una schermitrice cinese, specializzata nel fioretto.

## Palmarès
- Universiadi

Chengdu 2023: oro nel fioretto a squadre.
- Campionati asiatici

Hong Kong 2017: bronzo nel fioretto a squadre.
Bangkok 2018: bronzo nel fioretto individuale.